# Río Sarstún
Der Río Sarstún (englisch Sarstoon River) ist ein in Fluss Guatemala und Belize. Er ist 111 km lang und bildet auf weiter Strecke die Grenze zwischen den beiden Staaten. Sein Einzugsgebiet umfasst ca. 2303 km².

## Verlauf
Der Fluss entspringt im Municipio Chahal, Departamento Alta Verapaz - Guatemala, in der Sierra de Santa Cruz auf ca. 300 m Höhe. Er wird zunächst als Río Chahal bezeichnet. Im Oberlauf bildet der Fluss die Grenze zwischen dem Departamento Alta Verapaz und dem Departamento Izabal. Er erhält Zufluss von links durch den Río Chiyú und der Name ändert sich in Río Gracias a Dios. Von da an bildet der Fluss die Grenze des Departamento Petén und des Departamento Izabal.
Im Nordwesten von Modesto Mendéz verzweigt sich der Río Gracias a Dios in einen Nord- und einen Südarm. Der südliche Teilungslauf heißt weiterhin Río Gracias a Dios, während der Nordarm den Namen Río San Pedro oder Savery Branch führt. Dieser Flussarm läuft zuerst nach Nordosten und wendet sich im Süden von Quebrada Seca nach Osten. An der Grenze zu Belize wendet er sich nach Südosten. Bei dem Dorf Machakilha vereinigt er sich mit dem Hicatee Creek, der dann nach Süden fließt.
Bei Modesto Méndez fließen Río Gracias a Dios und Río Chocón zusammen und bilden damit den „Río Sarstún“. Von da an bildet der Fluss die Grenze der Staaten Guatemala und Belize. Im Süden von Machakilha mündet auch der Hicatee Creek wieder von links in den Río Sarstún und von rechts fließen Río Nimblajá, Río Tubá Creek, Río Cotón und Río La Coroza zu. Im Fluss-Abschnitt von Modesto Méndez bis zur Mündung, auf einer Strecke von ca. 40 km gibt es keine Siedlungen. Erst an der Mündung in der Bucht von Amatique (Karibische See) liegt dann die kleine Siedlung Sarstún mit der Flussinsel Sarstoon Island. In Belize ist das Gebiet um die Mündung als Sarstoon Temosh National Park unter Naturschutz gestellt.

## Geschichte
Als Grenzstrom von Belize kommt der Sarstoon auch in der Nationalhymne von Belize „Land of the Free“ vor: From proud Rio Hondo to old Sarstoon (der Rio Hondo ist der Grenzstrom im Norden).